# رباعي إيثيل الجرمانيوم
رباعي إيثيل الجرمانيوم هو مركب جرمانيوم عضوي صيغته C8H20Ge، والتي يمكن كتابتها على الشكل  Ge(C2H5)4، ويوجد على هيئة سائل عديم اللون.

## التحضير
تمكّن كليمنس فنكلر، مكتشف عنصر الجرمانيوم، من تحضير هذا المركب لأول مرة في سنة 1887 من تفاعل رباعي كلوريد الجرمانيوم مع ثنائي إيثيل الزنك. بشكلٍ مناظرٍ.
{\displaystyle \mathrm {GeCl_{4}+2\ Zn(C_{2}H_{5})_{2}\longrightarrow Ge(C_{2}H_{5})_{4}+2\ ZnCl_{2}} }

## الخواص
يوجد المركب في الشروط القياسية على هيئة سائل عديم اللون، وهو سائل زيتي قابل للاشتعال وله رائحة البرافين.

## الاستخدامات
يستخدم هذا المركب في مجال صناعة أشباه الموصلات.